# هوی (آلمان)
هوی (به آلمانی: Huy) یک شهر در آلمان است که در هارتس واقع شده‌است. هوی ۸٬۵۹۲ نفر جمعیت دارد.